# Hokej na travi na OI 2008.
Olimpijske igre 2008. su se održavale u Kini, u Pekingu.
Turnir u hokeju na travi se održavao od 10. do 23. kolovoza.

## Izlučna natjecanja
Igrala su se tri odvojena izlučna turnira, u Aucklandu na Novom Zelandu, u čilskom Santiagu i japanskoj Kakamigahari. Na tim turnirima su pravo sudjelovanja na završnom turniru na OI izborile Novi Zeland (kod kuće), Uj. Kraljevstvo (u Čileu) i Njemačka (u Japanu).
Momčadi koje su izravno izborile pravo natjecati se na Olimpijskim igrama su: Kina (domaćini, srebrni na Azi. igrama 2006), J. Koreja i Pakistan (zlatni i brončani s Azijskih igara 2006.), JAR (pobjednik afr. kvalifikacija 2007.), Kanada (Panameričke igre 2007.), Nizozemska, Španjolska i Belgija (EP 2007.), Australija (Oceanijski kup 2007.).

## Natjecateljski sustav
U prvom dijelu se igra u dvjema skupinama po jednostrukom ligaškom sustavu. Za pobjedu se dobiva tri boda, za neriješeno bod, za poraz nula bodova. 
Kriteriji za poredak su: osvojeni bodovi, broj pobjeda, razlika pogodaka, postignuti pogodci, međusobni susret. Ako ni nakon svih ovih kriterija se ne može napraviti poredak, organizira se natjecanje u izvođenju kaznenih udaraca
U drugom dijelu se igra za poredak.

Prve dvije momčadi u skupinama prolaze u polufinale i igraju po unakrižnom načelu (1A-2B i 1B-2A). Ostali doigravaju za poredak: 3. iz obiju skupina igraju utakmicu za 5. mjesto, 4. iz obiju skupina za 7. mjesto, 5. iz obiju skupina za 9. mjesto i 6. iz obiju skupina za 11. mjesto.

## Mjesta odigravanja susreta
Susreti se igraju u olimpijskom sportskom kompleksu Olympic Greenu, na privremenom stadionu Olympic Green Hockey Field.

## Sudionici natjecanja
Sudjeluju Australija, Belgija, JAR, Južna Koreja, Kanada, Kina, Nizozemska, Novi Zeland, Njemačka, Pakistan, Španjolska i Ujedinjeno Kraljevstvo.

### Australija
Des Abbott, Travis Brooks, Kiel Brown, Liam De Young, Luke Doerner, Jamie Dwyer, Bevan George, David Guest, Rob Hammond, Fergus Kavanagh, Mark Knowles, Stephen Lambert, Eli Matheson, Eddie Ockenden, Grant Schubert, Matt Wells. 

Trener: Barry Dancer

### Belgija
Thomas Briels, Cédric Charlier, Cédric De Greve, Jérôme Dekeyser, Félix Denayer, John-John Dohmen, Philippe Goldberg, Gregory Gucassoff, Patrice Houssein, Maxime Luyckx, Xavier Reckinger, Thierry Renaer, Jérôme Truyens, Thomas Van Den Balck, Charles Vandeweghe, Loïc Vandeweghe

### JAR
Andrew Cronje, Ian Symons, Austin Smith, Bruce Jacobs, Darryn Gallagher, Marvin Harper, Emile Smith, Clyde Abrahams, Paul Blake, Eric Rose-Innes, Marvin Bam, Geoffrey Abbott, Thornton McDade, Christopher Hibbert, Lungile Tsolekile, Thomas Hammond

### J. Koreja
Dong-Sik Ko, Byung-Hoon Kim, Chul Kim, Yong-Bae Kim, Nam-Yong Lee, Jong-Ho Seo, Seong-Jung Kang, Sung-Hoon Yoon, Hyo-Sik You, Woon-Kon Yeo, Jong-Bok Cha, Myung-Ho Lee, Eun-Seong Hong, Moon-Kweon Kang, Sam-Seok Kim, Jong-Hyun Jang

### Kanada
Ranjeev Deol, Wayne Fernandes, Connor Grimes, Ravi Kahlon, Bindi Kullar, Mike Mahood, Mark Pearson, Ken Pereira, Scott Sandison, Marian Schole, Peter Short, Rob Short, Sukhwinder "Gabbar" Singh, Scott Tupper, Paul Wettlaufer, Anthony Wright

### Kina
Sun Tianjun, Luo Fangming, De Yunze, Jiang Xishang, Song Yi, Li Wei, Meng Xuguang, Liu Xiantang, Meng Lizhi, Hu Liang, Meng Jun, Yu Yang, Na Yubo, Sun Rifeng, Tao Zhinan, Hu Huiren

### Nizozemska
Thomas Boerma, Matthijs Brouwer, Ronald Brouwer, Jeroen Delmee, Geert-Jan Derikx, Rob Derikx, Laurence Docherty, Jeroen Hertzberger, Robert van der Horst, Timme Hoyng, Teun de Nooijer, Rob Reckers, Taeke Taekema, Guus Vogels, Roderick Weusthof, Sander van der Weide

### Novi Zeland
Ryan Archibald, Gareth Brooks, Phillip Burrows, Simon Child, Benjamin Collier, Dean Couzins, Steven Edwards, Casey Henwood, Blair Hopping, David Kosoof, Shea McAleese, James Nation, Kyle Pontifex, Bradley Shaw, Hayden Shaw, Paul Woolford

### Njemačka
Moritz Fürste, Tobias Hauke, Florian Keller, Oliver Korn, Niklas Meinert, Maximilian Müller, Juan Carlos Nevado, Max Weinhold, Tibor Weißenborn, Benjamin Weß, Timo Weß, Philip Witte, Matthias Witthaus, Christopher Zeller, Philipp Zeller

Trener: Markus Weise

### Pakistan
Salman Akbar, Zeeshan Ashraf, Mohammad Imran, Mohammad Javed, Mohammad Saqlain, Adnan Maqsood, Mohammad Waqas Sharif, Waqas Akbar, Shakeel Abbasi, Rehan Butt, Syed Abbas Haider Bilgrami, Nasir Ahmed, Syed Imran Ali Warsi, Mohammad Asif Rana, Mohammad Zubair, Shafqat Rasool

### Španjolska
David Alegre, Ramón Alegre, Pablo Amat, Eduard Arbos, Francisco Cortes, Sergi Enrique, Alexandre Fábregas, Francisco Fábregas, Juan Fernandez, Santi Freixa, Rodrigo Garza, Roc Oliva, Xavier Ribas, Albert Sala, Víctor Sojo, Eduardo Tubau

Trener: Maurits Hendriks

### Uj. Kraljevstvo
Richard Alexander, Jonathan Bleby, Jonathan Clarke, Matthew Daly, Stephen Dick, Ben Hawes, Ashley Jackson, Glenn Kirkham, Richard Mantell, Simon Mantell, Benjamin Marsden, Alistair McGregor, Barry Middleton, Rob Moore, James Tindall, Alastair Wilson

## Rezultati

### Prvi krug - po skupinama

#### Skupina "A"
| Nadnevak     | Mjesno vrijeme (UTC+8) | Sr.eur. vrijeme | Momčad      | Ishod | Momčad      |
| ------------ | ---------------------- | --------------- | ----------- | ----- | ----------- |
| 11. kolovoza | 08:30                  | 02:30           | Njemačka    | 4 : 1 | Kina        |
| 11. kolovoza | 18:00                  | 12:00           | J. Koreja   | 1 : 3 | Novi Zeland |
| 11. kolovoza | 20:30                  | 14:30           | Španjolska  | 4 : 2 | Belgija     |
| 13. kolovoza | 10:30                  | 04:30           | Kina        | 2 : 5 | J. Koreja   |
| 13. kolovoza | 18:30                  | 12:30           | Belgija     | 1 : 1 | Njemačka    |
| 13. kolovoza | 20:30                  | 14:30           | Novi Zeland | 0 : 1 | Španjolska  |
| 15. kolovoza | 08:30                  | 02:30           | Španjolska  | 2 : 1 | Kina        |
| 15. kolovoza | 18:00                  | 12:00           | Belgija     | 2 : 4 | Novi Zeland |
| 15. kolovoza | 20:30                  | 14:30           | J. Koreja   | 3 : 3 | Njemačka    |
| 17. kolovoza | 10:30                  | 04:30           | J. Koreja   | 3 : 1 | Belgija     |
| 17. kolovoza | 18:30                  | 12:30           | Novi Zeland | 2 : 2 | Kina        |
| 17. kolovoza | 21:00                  | 15:00           | Njemačka    | 1 : 0 | Španjolska  |
| 19. kolovoza | 10:30                  | 04:30           | Njemačka    | 3 : 1 | Novi Zeland |
| 19. kolovoza | 18:30                  | 12:30           | J. Koreja   | 1 : 2 | Španjolska  |
| 19. kolovoza | 21:00                  | 15:00           | Kina        | 1 : 3 | Belgija     |

| Skupina "A" |             |          |          |          |          |         |         |         |        |
| Mj.         | Država      | Utakmice | Utakmice | Utakmice | Utakmice | Pogodci | Pogodci | Pogodci | Bodovi |
| Mj.         | Država      | Ut       | Pb       | N        | Pz       | Pos     | Pri     | RP      | Bodovi |
| 1.          | Španjolska  | 5        | 4        | 0        | 1        | 9       | 5       | +4      | 12     |
| 2.          | Njemačka    | 5        | 3        | 2        | 0        | 12      | 6       | +6      | 11     |
| 3.          | J. Koreja   | 5        | 2        | 1        | 2        | 13      | 11      | +2      | 7      |
| 4.          | Novi Zeland | 5        | 2        | 1        | 2        | 10      | 9       | +1      | 7      |
| 5.          | Belgija     | 5        | 1        | 1        | 3        | 9       | 13      | -4      | 4      |
| 6.          | Kina        | 5        | 0        | 1        | 3        | 7       | 16      | -9      | 1      |

#### Skupina "B"
| Nadnevak     | Mjesno vrijeme (UTC+8) | Sr.eur. vrijeme | Momčad          | Ishod  | Momčad          |
| ------------ | ---------------------- | --------------- | --------------- | ------ | --------------- |
| 11. kolovoza | 10:30                  | 04:30           | Pakistan        | 2 : 4  | Uj. Kraljevstvo |
| 11. kolovoza | 18:30                  | 12:30           | Australija      | 6 : 1  | Kanada          |
| 11. kolovoza | 21:00                  | 15:00           | Nizozemska      | 5 : 0  | JAR             |
| 13. kolovoza | 08:30                  | 02:30           | JAR             | 0 : 10 | Australija      |
| 13. kolovoza | 18:00                  | 12:00           | Kanada          | 1 : 3  | Pakistan        |
| 13. kolovoza | 21:00                  | 15:00           | Nizozemska      | 1 : 0  | Uj. Kraljevstvo |
| 15. kolovoza | 10:30                  | 04:30           | Nizozemska      | 4 : 2  | Kanada          |
| 15. kolovoza | 18:30                  | 12:30           | Pakistan        | 1 : 3  | Australija      |
| 15. kolovoza | 21:00                  | 15:00           | JAR             | 0 : 2  | Uj. Kraljevstvo |
| 17. kolovoza | 08:30                  | 02:30           | Uj. Kraljevstvo | 1 : 1  | Kanada          |
| 17. kolovoza | 18:00                  | 12:00           | Pakistan        | 3 : 1  | JAR             |
| 17. kolovoza | 20:30                  | 14:30           | Australija      | 2 : 2  | Nizozemska      |
| 19. kolovoza | 08:30                  | 02:30           | Nizozemska      | 4 : 2  | Pakistan        |
| 19. kolovoza | 18:00                  | 12:00           | Kanada          | 5 : 3  | JAR             |
| 19. kolovoza | 20:30                  | 14:30           | Australija      | 3 : 3  | Uj. Kraljevstvo |

| Skupina "B" |                 |          |          |          |          |         |         |         |        |
| Mj.         | Država          | Utakmice | Utakmice | Utakmice | Utakmice | Pogodci | Pogodci | Pogodci | Bodovi |
| Mj.         | Država          | Ut       | Pb       | N        | Pz       | Pos     | Pri     | RP      | Bodovi |
| 1.          | Nizozemska      | 5        | 4        | 1        | 0        | 16      | 6       | +10     | 13     |
| 2.          | Australija      | 5        | 3        | 2        | 0        | 24      | 7       | +17     | 11     |
| 3.          | Uj. Kraljevstvo | 5        | 2        | 2        | 1        | 10      | 7       | +3      | 8      |
| 4.          | Pakistan        | 5        | 2        | 0        | 3        | 11      | 13      | -2      | 6      |
| 5.          | Kanada          | 5        | 1        | 1        | 3        | 10      | 17      | -7      | 4      |
| 6.          | JAR             | 5        | 0        | 0        | 5        | 4       | 25      | -21     | 0      |

### Drugi krug - za poredak
- za 11. mjesto

| Nadnevak     | Mjesno vrijeme (UTC+8) | Sr.eur. vrijeme | Momčad | Ishod      | Momčad |
| ------------ | ---------------------- | --------------- | ------ | ---------- | ------ |
| 23. kolovoza | 08:30                  | 02:30           | Kina   | 4 - 3 (nv) | JAR    |

- za 9. mjesto

| Nadnevak     | Mjesno vrijeme (UTC+8) | Sr.eur. vrijeme | Momčad  | Ishod | Momčad |
| ------------ | ---------------------- | --------------- | ------- | ----- | ------ |
| 21. kolovoza | 08:30                  | 02:30           | Belgija | 3 : 0 | Kanada |

- za 7. mjesto

| Nadnevak     | Mjesno vrijeme (UTC+8) | Sr.eur. vrijeme | Momčad      | Ishod | Momčad   |
| ------------ | ---------------------- | --------------- | ----------- | ----- | -------- |
| 21. kolovoza | 11:00                  | 05:00           | Novi Zeland | 4 : 2 | Pakistan |

- za 5. mjesto

| Nadnevak     | Mjesno vrijeme (UTC+8) | Sr.eur. vrijeme | Momčad    | Ishod | Momčad          |
| ------------ | ---------------------- | --------------- | --------- | ----- | --------------- |
| 23. kolovoza | 11:00                  | 05:00           | J. Koreja | 2 : 5 | Uj. Kraljevstvo |

### Poluzavršnica
| Nadnevak     | Mjesno vrijeme (UTC+8) | Sr.eur. vrijeme | Momčad     | Ishod                 | Momčad     |
| ------------ | ---------------------- | --------------- | ---------- | --------------------- | ---------- |
| 21. kolovoza | 18:00                  | 12:00           | Nizozemska | 1 : 1 (nv) 3 - 4 (sb) | Njemačka   |
| 21. kolovoza | 20:30                  | 14:30           | Španjolska | 3 : 2                 | Australija |

### Za brončano odličje
| Nadnevak     | Mjesno vrijeme (UTC+8) | Sr.eur. vrijeme | Momčad     | Ishod | Momčad     |
| ------------ | ---------------------- | --------------- | ---------- | ----- | ---------- |
| 23. kolovoza | 18:00                  | 12:00           | Nizozemska | 2 : 6 | Australija |

### Završnica
| Nadnevak     | Mjesno vrijeme (UTC+8) | Sr.eur. vrijeme | Momčad   | Ishod | Momčad     |
| ------------ | ---------------------- | --------------- | -------- | ----- | ---------- |
| 23. kolovoza | 20:30                  | 14:30           | Njemačka | 1 : 0 | Španjolska |

## Završni poredak
| Momčadi |                        |
| Zlato   | Njemačka               |
| Srebro  | Španjolska             |
| Bronca  | Australija             |
| 4.      | Nizozemska             |
| 5.      | Ujedinjeno Kraljevstvo |
| 6.      | Južna Koreja           |
| 7.      | Novi Zeland            |
| 8.      | Pakistan               |
| 9.      | Belgija                |
| 10.     | Kanada                 |
| 11.     | Kina                   |
| 12.     | JAR                    |

| Olimpijski prvaci 2008. |
| ----------------------- |
| Njemačka Drugi naslov   |

## Izlučna natjecanja
Igrala su se tri odvojena izlučna turnira, u azerbejdžanskom Bakuu, ruskom Kazanu i kanadskoj Victoriji. Na tim turnirima su pravo sudjelovanja na završnom turniru na OI izborile Španjolska (u Bakuu), SAD (u Kazanu) i Južna Koreja (u Victoriji).
Djevojčadi koje su izravno izborile pravo natjecati se na Olimpijskim igrama su: Njemačka (braniteljice naslova olimpijskih prvakinja), Kina (domaćinke i pobjednice Azijskih igara),  Nizozemska (europske doprvakinje 2007.), JAR, Argentina, UK (Engleska je bila 3 na EP-u),  Japan (druge na Azijskim igrama) i Novi Zeland.

## Sudionice natjecanja
Sudjeluju Argentina, Australija, Japan, JAR, Južna Koreja,Kina, Nizozemska, Njemačka, Novi Zeland, SAD, Španjolska i Ujedinjeno Kraljevstvo.

### Argentina
Magdalena Aicega, Luciana Aymar, Noel Barrionuevo, Claudia Burkart, Agustina Garcia, Mariana Gonzalez Oliva, Alejandra Gulla, Giselle Kanevsky, Rosario Luchetti, Mercedes Margalot, Maria de la Paz Hernandez, Carla Rebecchi, Mariana Rossi, Marine Russo, Belen Succi, Paola Vukojicic

Trener: Gabriel Minadeo

Pričuvne igračice: Silvina d'Elía, Agustina Bouza

### Australija
Casey Eastham, Megan Rivers, Kim Walker, Kate Hollywood, Emily Halliday, Madonna Blyth, Jessica Arrold, Kobie McGurk, Fiona Johnson, Rachel Imison, Angie Lambert, Melanie Wells, Hope Munroe, Teneal Attard, Sarah Young, Nikki Hudson

### Japan
Ikuko Okamura, Keiko Miura, Majumi Ono, Ćie Kimura, Rika Komazava, Mijuki Nakagava, Sakae Morimoto, Kaori Ćiba, Jukari Jamamoto, Tošie Cukui, Saćimi Ivao, Akemi Kato, Tomomi Komori, Misaki Osava, Ćinami Kozakura, Juka Jošikava

### JAR
Tarryn Bright, Cindy Brown, Fiona Butler, Lisa-Marie Deetlefs, Lesle-Ann George, Kate Hector, Taryn Hosking, Vuyisanani Mangisa, Lenise Marais, Marsha Marescia, Mariette Rix, Shelley Russell, Vida Ryan, Vidette Ryan, Kathleen Taylor, Jennifer Wilson

### J. Koreja
Young-Hui Moon, Hye-Sook Cho, Young-Ran Kim, Seon-Ok Lee, Jung-Hee Kim, Mi-Hyun Park, Jin-Kyoung Kim, Mi-Seon Kim, Jong-Eun Kim, Mi-Young Eum, Sung-Hee Kim, Hye-Jin Seo, Jeong-Sook Park, Eun-Sil Kim, Da-Rae Kim, Hye-Lyoung Han

### Kina
Chen Qingling, Chen Zhaoxia, Cheng Hui, Fu Baorung, Gao Lihua, Huang Junxia, Li Hongxia, Li Shuang, Ma Yibo, Pan Fengzhen, Ren Ye, Song Qingling, Tang Chunling, Zhang Yimeng, Zhao Yudia, Zhou Wanfeng

Trener: Chang-Back Kim

Pričuvne igračice: Sun Zhen, Li Aili

### Nizozemska
Marilyn Agliotti, Naomi van As, Minke Booij, Wieke Dijkstra, Miek van Geenhuizen, Maartje Goderie, Eva de Goede, Ellen Hoog, Fatima Moreira de Melo, Eefke Mulder, Maartje Paumen, Sophie Polkamp, Lisanne de Roever, Janneke Schopman, Minke Smabers, Lidewij Welten

Trener: Marc Lammers 

Pričuvne igračice: Kelly Jonker, Floortje Engels

### Novi Zeland
Stacey Carr, Jaimee Claxton, Tara Drysdale, Gemma Flynn, Krystal Forgesson, Joanne Galletly, Sheree Horvath, Lizzy Igasan, Beth Jurgeleit, Emily Naylor, Kimberley Noakes, Caryn Paewai, Niniwa Roberts, Kate Saunders, Kayla Sharland, Anita Wawatai

### Njemačka
Tina Bachmann, Janine Beermann, Pia Eidmann, Mandy Haase, Martina Heinlein, Eileen Hoffmann, Natascha Keller, Anke Kühn, Julia Müller, Janne Müller-Wieland, Kristina Reynolds, Fanny Rinne, Marion Rodewald, Katharina Scholz, Christina Schütze, Maike Stöckel

### SAD
Amy Tran, Lauren Crandall, Rachel Dawson, Kelly Doton, Katelyn Falgowski, Caroline Nichols, Kate Barber, Kayla Bashore, Carrie Lingo, Lauren Powley, Dana Sensenig, Jesse Gey, Angie Loy, Dina Rizzo, Keli Smith, Tiffany Snow

### Španjolska
María Jesús Rosa, Julia Menendez, Rocío Ybarra, Barbara Malda, Silvia Muñoz, Silvia Bonastre, Maria Romagosa, Marta Ejarque, Raquel Huertas, Pilar Sanchez, Núria Camón, Maria Lopez de Eguilaz, Montse Cruz, Esther Termens, Gloria Comerma, Georgina Olivia

### Uj. Kraljevstvo
Jennie Bimson, Melanie Clewlow, Charlotte Craddock, Crista Cullen, Alexandra Danson, Joanne Ellis, Joanne Ellis, Anne Panter, Helen Richardson, Chloe Rogers, Elizabeth Storry, Sarah Thomas, Rachel Walker, Kate Walsh, Lisa Wooding, Lucilla Wright

## Rezultati

### Prvi krug - po skupinama

#### Skupina "A"
| Nadnevak     | Mjesno vrijeme (UTC+8) | Sr.eur. vrijeme | Djevojčad  | Ishod | Djevojčad  |
| ------------ | ---------------------- | --------------- | ---------- | ----- | ---------- |
| 10. kolovoza | 10:30                  | 04:30           | Kina       | 3 : 0 | Španjolska |
| 10. kolovoza | 18:00                  | 12:00           | Australija | 5 : 4 | J. Koreja  |
| 10. kolovoza | 20:30                  | 14:30           | Nizozemska | 6 : 0 | JAR        |
| 12. kolovoza | 10:30                  | 04:30           | Australija | 6 : 1 | Španjolska |
| 12. kolovoza | 18:30                  | 12:30           | Kina       | 3 : 0 | JAR        |
| 12. kolovoza | 20:30                  | 14:30           | Nizozemska | 3 : 2 | J. Koreja  |
| 14. kolovoza | 08:30                  | 02:30           | Kina       | 0 : 1 | Nizozemska |
| 14. kolovoza | 18:00                  | 12:00           | Španjolska | 2 : 1 | J. Koreja  |
| 14. kolovoza | 20:30                  | 14:30           | JAR        | 0 : 3 | Australija |
| 16. kolovoza | 10:30                  | 04:30           | Australija | 1 : 2 | Nizozemska |
| 16. kolovoza | 18:30                  | 12:30           | J. Koreja  | 1 : 6 | Kina       |
| 16. kolovoza | 21:00                  | 15:00           | Španjolska | 1 : 0 | JAR        |
| 18. kolovoza | 10:30                  | 04:30           | J. Koreja  | 5 : 2 | JAR        |
| 18. kolovoza | 18:30                  | 12:30           | Nizozemska | 2 : 0 | Španjolska |
| 18. kolovoza | 21:00                  | 15:00           | Kina       | 2 : 2 | Australija |

| Skupina "A" |            |          |          |          |          |         |         |         |        |
| Mj.         | Država     | Utakmice | Utakmice | Utakmice | Utakmice | Pogodci | Pogodci | Pogodci | Bodovi |
| Mj.         | Država     | Ut       | Pb       | N        | Pz       | Pos     | Pri     | RP      | Bodovi |
| 1.          | Nizozemska | 5        | 5        | 0        | 0        | 14      | 3       | +11     | 15     |
| 2.          | Kina       | 5        | 3        | 1        | 1        | 14      | 4       | +10     | 10     |
| 3.          | Australija | 5        | 3        | 1        | 1        | 17      | 9       | +8      | 10     |
| 4.          | Španjolska | 5        | 2        | 0        | 3        | 4       | 12      | -8      | 6      |
| 5.          | J. Koreja  | 5        | 1        | 0        | 4        | 13      | 18      | -5      | 3      |
| 6.          | JAR        | 5        | 0        | 0        | 5        | 2       | 18      | -16     | 0      |

#### Skupina "B"
| Nadnevak     | Mjesno vrijeme (UTC+8) | Sr.eur. vrijeme | Djevojčad       | Ishod | Djevojčad       |
| ------------ | ---------------------- | --------------- | --------------- | ----- | --------------- |
| 10. kolovoza | 08:30                  | 02:30           | Japan           | 2 : 1 | Nizozemska      |
| 10. kolovoza | 18:30                  | 12:30           | Argentina       | 2 : 2 | SAD             |
| 10. kolovoza | 21:00                  | 15:00           | Njemačka        | 5 : 1 | Uj. Kraljevstvo |
| 12. kolovoza | 08:30                  | 02:30           | Argentina       | 2 : 2 | Uj. Kraljevstvo |
| 12. kolovoza | 18:00                  | 12:00           | SAD             | 1 : 1 | Japan           |
| 12. kolovoza | 21:00                  | 15:00           | Njemačka        | 2 : 1 | Nizozemska      |
| 14. kolovoza | 10:30                  | 04:30           | SAD             | 2 : 4 | Njemačka        |
| 14. kolovoza | 18:30                  | 12:30           | Japan           | 1 : 2 | Argentina       |
| 14. kolovoza | 21:00                  | 15:00           | Nizozemska      | 1 : 2 | Uj. Kraljevstvo |
| 16. kolovoza | 08:30                  | 02:30           | Nizozemska      | 1 : 4 | SAD             |
| 16. kolovoza | 18:00                  | 12:00           | Njemačka        | 0 : 4 | Argentina       |
| 16. kolovoza | 20:30                  | 14:30           | Uj. Kraljevstvo | 2 : 1 | Japan           |
| 18. kolovoza | 08:30                  | 02:30           | Njemačka        | 1 : 0 | Japan           |
| 18. kolovoza | 18:00                  | 12:00           | Uj. Kraljevstvo | 0 : 0 | SAD             |
| 18. kolovoza | 20:30                  | 14:30           | Argentina       | 3 : 2 | Nizozemska      |

| Skupina "B" |                 |          |          |          |          |         |         |         |        |
| Mj.         | Država          | Utakmice | Utakmice | Utakmice | Utakmice | Pogodci | Pogodci | Pogodci | Bodovi |
| Mj.         | Država          | Ut       | Pb       | N        | Pz       | Pos     | Pri     | RP      | Bodovi |
| 1.          | Njemačka        | 5        | 4        | 0        | 1        | 12      | 8       | +4      | 12     |
| 2.          | Argentina       | 5        | 3        | 2        | 0        | 13      | 7       | +6      | 11     |
| 3.          | Uj. Kraljevstvo | 5        | 2        | 2        | 1        | 7       | 9       | -2      | 8      |
| 4.          | SAD             | 5        | 1        | 3        | 1        | 9       | 8       | +1      | 6      |
| 5.          | Japan           | 5        | 1        | 1        | 3        | 5       | 7       | -2      | 4      |
| 6.          | Nizozemska      | 5        | 0        | 0        | 5        | 6       | 13      | -7      | 0      |

### Drugi krug - za poredak
- za 11. mjesto

| Nadnevak     | Mjesno vrijeme (UTC+8) | Sr.eur. vrijeme | Djevojčad | Ishod | Djevojčad  |
| ------------ | ---------------------- | --------------- | --------- | ----- | ---------- |
| 22. kolovoza | 08:30                  | 02:30           | JAR       | 4 : 1 | Nizozemska |

- za 9. mjesto

| Nadnevak     | Mjesno vrijeme (UTC+8) | Sr.eur. vrijeme | Djevojčad | Ishod | Djevojčad |
| ------------ | ---------------------- | --------------- | --------- | ----- | --------- |
| 20. kolovoza | 08:30                  | 02:30           | J. Koreja | 2 : 1 | Japan     |

- za 7. mjesto

| Nadnevak     | Mjesno vrijeme (UTC+8) | Sr.eur. vrijeme | Djevojčad  | Ishod      | Djevojčad |
| ------------ | ---------------------- | --------------- | ---------- | ---------- | --------- |
| 20. kolovoza | 11:00                  | 05:00           | Španjolska | 3 : 2 (nv) | SAD       |

- za 5. mjesto

| Nadnevak     | Mjesno vrijeme (UTC+8) | Sr.eur. vrijeme | Djevojčad  | Ishod | Djevojčad       |
| ------------ | ---------------------- | --------------- | ---------- | ----- | --------------- |
| 22. kolovoza | 11:00                  | 05:00           | Australija | 2 : 0 | Uj. Kraljevstvo |

### Poluzavršnica
| Nadnevak     | Mjesno vrijeme (UTC+8) | Sr.eur. vrijeme | Djevojčad  | Ishod | Djevojčad |
| ------------ | ---------------------- | --------------- | ---------- | ----- | --------- |
| 20. kolovoza | 18:00                  | 12:00           | Njemačka   | 2 : 3 | Kina      |
| 20. kolovoza | 20:30                  | 14:30           | Nizozemska | 5 : 2 | Argentina |

### Za brončano odličje
| Nadnevak     | Mjesno vrijeme (UTC+8) | Sr.eur. vrijeme | Djevojčad | Ishod | Djevojčad |
| ------------ | ---------------------- | --------------- | --------- | ----- | --------- |
| 22. kolovoza | 18:00                  | 12:00           | Njemačka  | 1 : 3 | Argentina |

### Završnica
| Nadnevak     | Mjesno vrijeme (UTC+8) | Sr.eur. vrijeme | Djevojčad | Ishod | Djevojčad  |
| ------------ | ---------------------- | --------------- | --------- | ----- | ---------- |
| 22. kolovoza | 20:30                  | 14:30           | Kina      | 0 : 2 | Nizozemska |

## Završni poredak
| Momčadi |                        |
| Zlato   | Nizozemska             |
| Srebro  | Kina                   |
| Bronca  | Australija             |
| 4.      | Njemačka               |
| 5.      | Australija             |
| 6.      | Ujedinjeno Kraljevstvo |
| 7.      | Španjolska             |
| 8.      | SAD                    |
| 9.      | Južna Koreja           |
| 10.     | Japan                  |
| 11.     | JAR                    |
| 12.     | Novi Zeland            |

| Olimpijske prvakinje 2008. |
| -------------------------- |
| Nizozemska Drugi naslov    |